# Rune Van Den Bergh
Rune Van den Bergh (27 januari 2003) is een Belgisch voetballer die sinds 2025 uitkomt voor KSC Lokeren-Temse. 

## Carrière
Van den Bergh ( met kleine d, kleinzoon van oud voetballer Marcel Van den Bergh )) ruilde op twaalfjarige leeftijd de jeugdopleiding van Club Brugge voor die van KSV Oudenaarde. Een paar jaar later stapte hij over naar KAA Gent. Op 23 oktober 2022 maakte hij zijn officiële debuut in het eerste elftal van Gent, waar de spoeling dun was door de blessures van onder andere Julien De Sart en Elisha Owusu: in de competitiewedstrijd tegen RFC Seraing (2-1-zege) liet trainer Hein Vanhaezebrouck hem in de 88e minuut invallen voor Sulayman Marreh. Vier dagen later liet Vanhaezebrouck hem ook invallen in de Conference League-groepswedstrijd tegen Shamrock Rovers. Tussen deze twee wedstrijden door ondertekende Van den Bergh ook nog een contractverlenging tot 2025 bij Gent.
Van den Bergh, die later in het seizoen 2022/23 ook nog een handvol minuten kreeg in de competitiewedstrijden tegen OH Leuven en Zulte Waregem, drukte vooral zijn stempel op het beloftenelftal van Gent, waarvoor hij tussen 2022 en 2025 opgeteld 87 wedstrijden in Eerste nationale speelde. In het seizoen 2024/25 dwong Van den Bergh met Jong Gent promotie af naar Eerste klasse B.
In mei 2025 ondertekende Van den Bergh een tweejarig contract met optie op een extra seizoen bij tweedeklasser KSC Lokeren-Temse.

## Clubstatistieken
| Seizoen         | Club              | Land            | Competitie          | Competitie | Competitie | Beker | Beker | Supercup | Supercup | Europees | Europees | Totaal | Totaal |
| Seizoen         | Club              | Land            | Competitie          | Wed.       | Dlp.       | Wed.  | Dlp.  | Wed.     | Dlp.     | Wed.     | Dlp.     | Wed.   | Dlp.   |
| --------------- | ----------------- | --------------- | ------------------- | ---------- | ---------- | ----- | ----- | -------- | -------- | -------- | -------- | ------ | ------ |
| 2022/23         | Jong KAA Gent     | Vlag van België | Eerste nationale    | 33         | 0          | —     | —     | —        | —        | —        | —        | 33     | 0      |
| 2022/23         | KAA Gent          | Vlag van België | Eerste klasse A     | 3          | 0          | 0     | 0     | 0        | 0        | 1        | 0        | 4      | 0      |
| 2023/24         | Jong KAA Gent     | Vlag van België | Eerste nationale    | 28         | 0          | —     | —     | —        | —        | —        | —        | 28     | 0      |
| 2024/25         | Jong KAA Gent     | Vlag van België | Eerste nationale VV | 26         | 3          | —     | —     | —        | —        | —        | —        | 26     | 3      |
| 2025/26         | KSC Lokeren-Temse | Vlag van België | Eerste klasse B     | 0          | 0          | 0     | 0     | —        | —        | —        | —        | 0      | 0      |
| Carrière totaal | Carrière totaal   | Carrière totaal | Carrière totaal     | 90         | 3          | 0     | 0     | 0        | 0        | 1        | 0        | 91     | 3      |

Bijgewerkt op 22 mei 2025.